# رستم وسهراب
رستم وسهراب هي مأساة من ملحمة الشاهنامه الفارسية التي كتبها الشاعر الفارسي الفردوسي في القرن العاشر. تحكي القصة المأساوية للأبطال رستم وابنه سهراب.

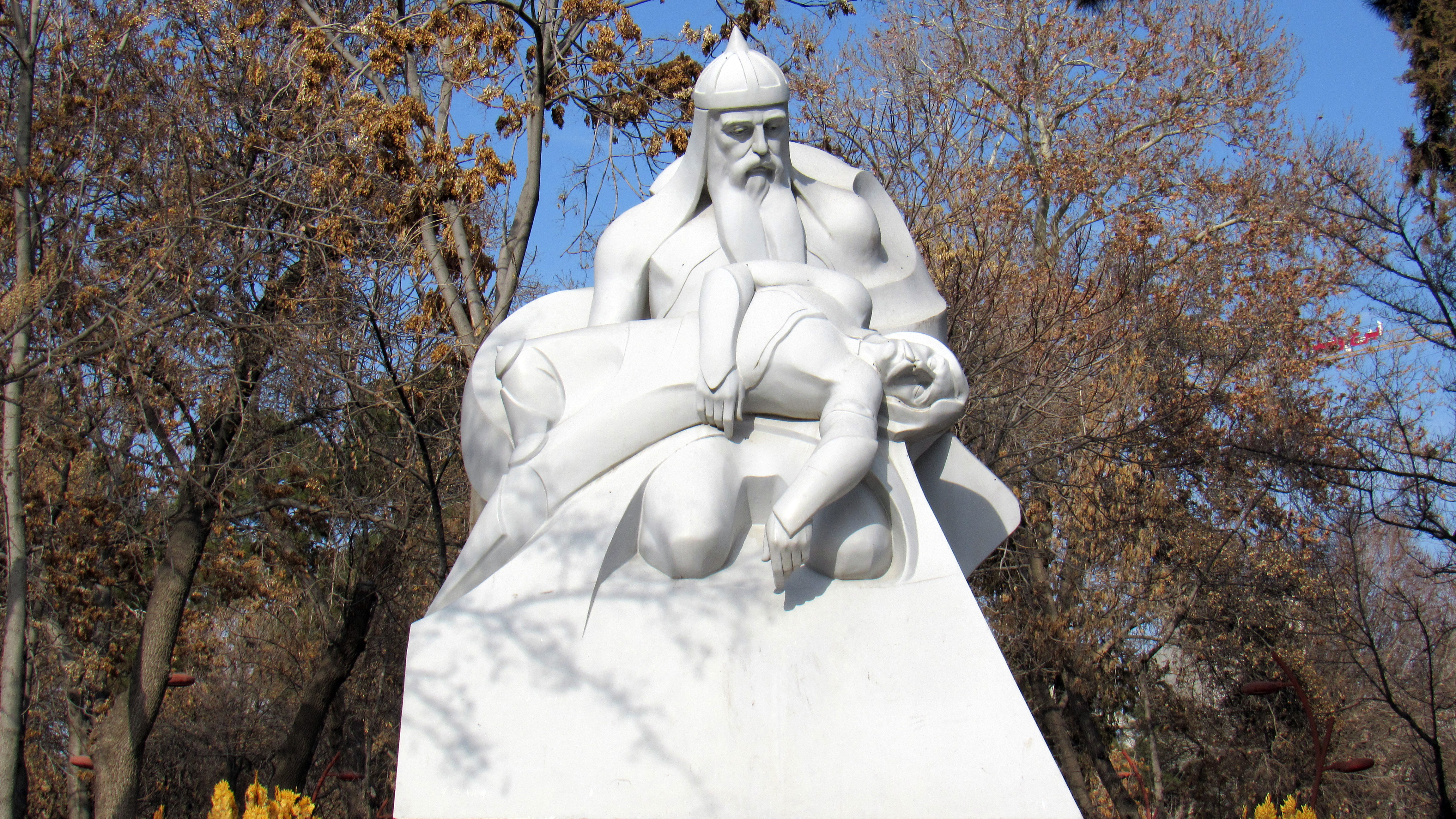
تمثال رستم وسهراب

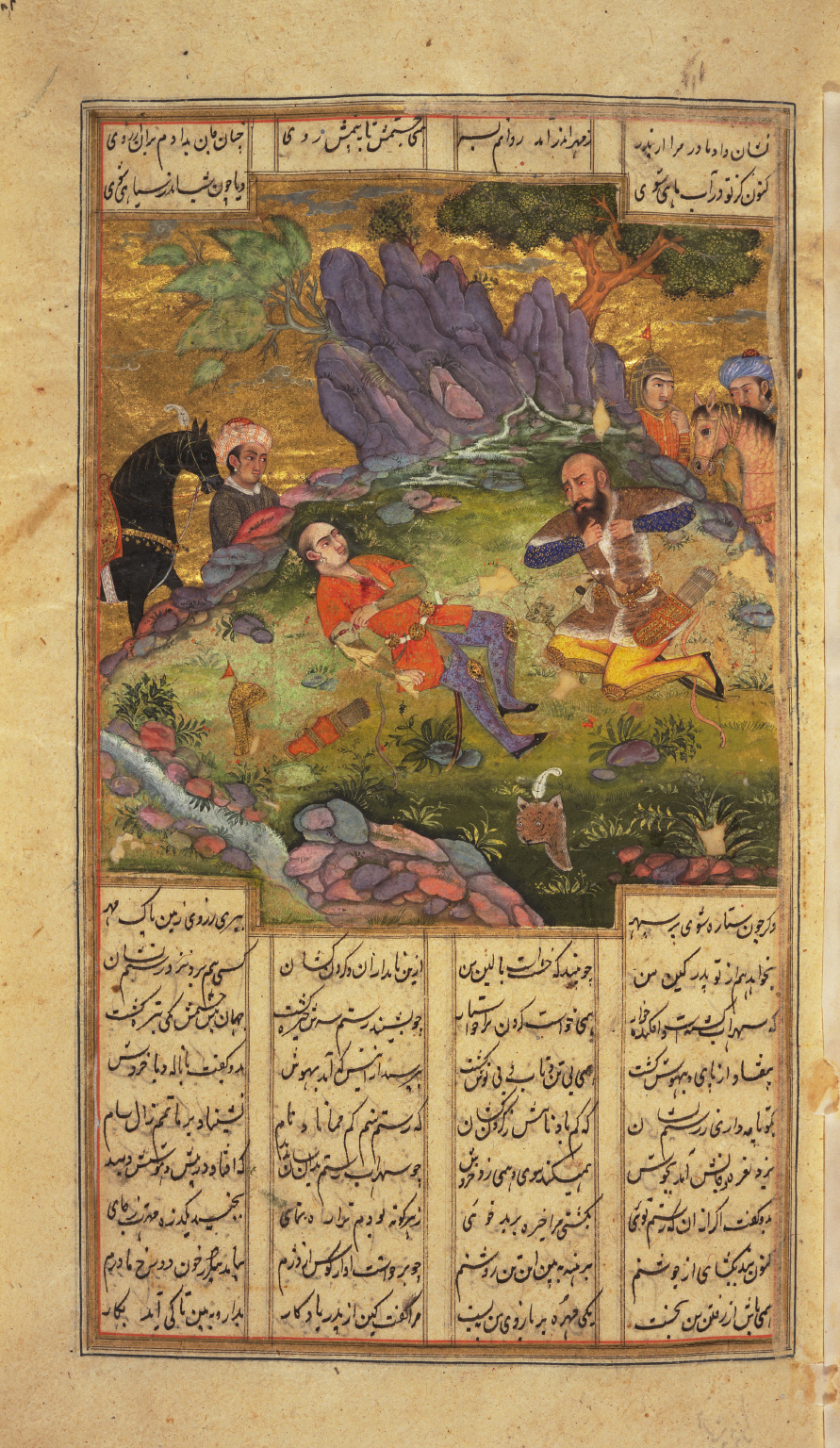
رستم ينعى سهراب

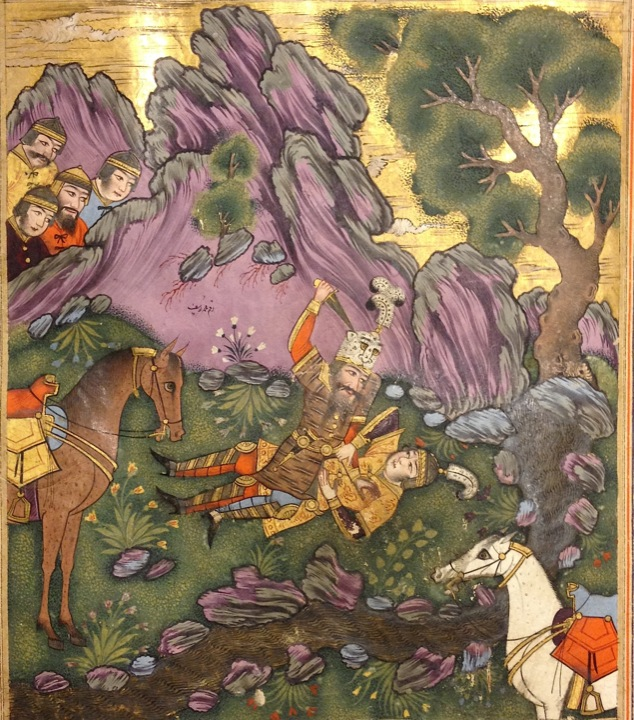
رستم يطعن سهراب

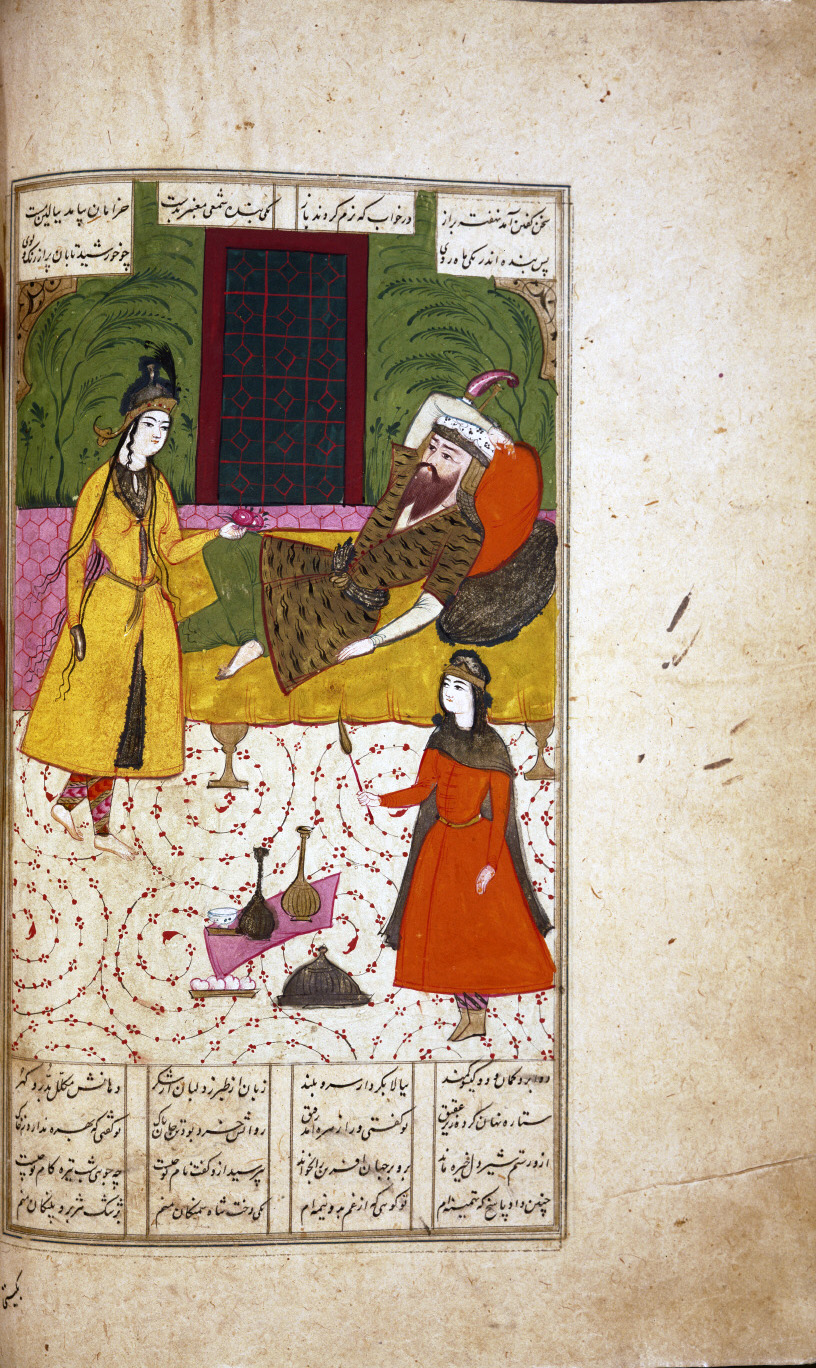
تهمينة تأتي لزيارة رستم

## الحبكة
كان البطل رستم يعيش في زابلستان، وكان من المفضلين لدى الملك كايكاوس. ذات مرة، بعد أن تتبع آثار حصانه المفقود راخش، دخل مملكة سامانجان، حيث أصبح ضيفًا للملك أثناء بحثه. هناك، يلتقي رستم بالأميرة تهمينة. وهي معجبة برستم وتعرف سمعته. تذهب إلى غرفته في الليل وتسأله إذا كان سيعطيها طفلًا، وفي المقابل، ستحضر له حصانه. يغادر رستم بعد أن يلقح تهمينة ويعود حصانه. قبل أن يغادر، يعطيها رمزين: جوهرة وختم. إذا أنجبت فتاةً، فإنها تأخذ الجوهرة وتضفرها في شعر الفتاة. وإذا أنجبَت ولدًا، فإنها تأخذ الختم وتربطه على ذراع الولد.
وبعد تسعة أشهر، أنجبت تهمينة طفلًا، وسمته سهراب. تمضي السنوات قبل أن يلتقي رستم وسهراب أخيرًا، تلوح الحرب بين زابلستان وتوران في الأفق. يواجه الجيشان بعضهما البعض ويستعدان للمعركة الوشيكة. بحلول ذلك الوقت، أصبح سهراب معروفًا بأنه أفضل مقاتل في جيش توران. لكن أسطورة رستم تسبقه وجيش توران يرتجف أمام البطل. لا أحد يجرؤ على قتال رستم، لذلك يُرسَل سهراب للمصارعة مع البطل الأسطوري. على الرغم من أن سهراب يعرف اسم والده، إلا أنه لا يعلم أن الرجل أمامه هو رستم والده بالذات. في ساحة المعركة، يتقاتل رستم وسهراب لما يبدو وكأنها أبدية، دون أن يعرف أي منهما الاسم الحقيقي لخصمه.
في القتال الأول، يهزم سهراب رستم، لكن رستم يخدع سهراب ويقول: «أيها الشاب، ألا تعلم أن قانون الحرب هو أنه يمكنك قتلي بعد هزيمتي مرتين؟» ثم، بعد الصلاة إلى دارغا يزدان، يطلب رستم مساعدته في هزيمة المحارب الشاب. في القتال الثاني، وبعد جولة طويلة جدًا وثقيلة من المصارعة، يكسر رستم ظهر سهراب ويطعنه.في أثناء احتضار سهراب، يخبر رستم أن والده سوف ينتقم لموته. يُريه سوار المعصم الذي أهداه رستم ذات مرة إلى تهمينة، التي أعطته لابنها لحمايته أثناء الحرب، وعندها فقط يدرك رستم هويته. يحزن رستم بشدة ويرسل جودارز للحصول على الدواء الشافي ولكن يأتي متأخرًا جدًا. عندما تكتشف تهمينة أن ابنها قد مات، تحرق منزل سهراب وتتبرع بكل ثرواته. وتنتهي القصة بأن «النفس خرج من جسدها، وروحها خرجت وراء سهراب ابنها».

## المحاكاة في الروايات والسينما
- سهراب ورستم (1853)، تأليف ماثيو أرنولد، اللغة الإنجليزية.
- رستم وسهراب (1910)، بقلم عزير حاجبكوف، اللغة الأذربيجانية.
- رستم يا سهراب (1929)، بقلم آغا حشر الكشميري، باللغة الأردية.
- رستم وسهراب (1957)، إخراج شاهروق رافي، فيلم إيراني، اللغة الفارسية.
- رستم سهراب (1963)، للمخرج فيشرام بيديكار، فيلم هندي باللغة الهندية بطولة بريثفيراج، بريمناث، ثريا وممتاز.
- رستم وسهراب (1971)، من إخراج بوريس كيمياغاروف، فيلم طاجيكي سوفيتي، باللغة الروسية.
- رستم وسهراب (1988)، تأليف لوريس تكناورين [الإنجليزية]، اللغة الفارسية.
- داستان رستم وسهراب، فيلم طاجيكي من إنتاج بنيامين كيمياغاروف. تختلف حبكة الفيلم عن القصة في بعض الأماكن. على سبيل المثال، تأتي تهمينة إلى ساحة المعركة محاولة إيقاف القتال؛ فيعطي رستم سوارًا (وليس قلادة) كبيرًا بما يكفي ليتناسب فقط مع ذراعيه القويتين، وهذا السوار يناسب فقط ذراع سهراب؛ ويستخدم رستم سكينًا مسمومًا لطعن ابنه.
- معركة الملوك: رستم وسهراب (2013) فيلم رسوم متحركة إيراني من إخراج كيانوش دالوند، باللغة الفارسية. تختلف حبكة الفيلم عن القصة، على سبيل المثال، سهراب لم يمت في النهاية.
- سوغ سهراب (مأساة سهراب) (2014) (قطعة موسيقية)، من تأليف صحبا أمنكي [الإنجليزية]، اللغة الإنجليزية.

## طالع أيضًا
- بابروفانا ، شخصية من الملحمة الهندية ماهابهاراتا، تشبه قصة رستم-سهراب، بما في ذلك مبارزة الأب والابن، والتذكار المرصع بالجواهر، والحصان المفقود، ولعلها مقتبسة من رستم وسهراب.
- مساعدة أونفهير إيفي في الثقافة الآيرلندية [الإنجليزية]
- أغنية هلبرندسليد الألمانية [الإنجليزية]

## روابط خارجية
- Rustam and Suhrab (Рустам и Сухраб) على يوتيوب
- Sooge Sohrab (2014) - Sahba Aminikia على يوتيوب
- List of film adaptations for Rustam and Sohrab at IMDb
- EastPage: The Rustan and Sohrab Poem. Russian translation